# UFC 131
UFC 131: dos Santos vs. Carwin fue un evento de artes marciales mixtas celebrado por Ultimate Fighting Championship el 11 de junio de 2011 en el Rogers Arena, en Vancouver, Canadá.

## Historia
Brock Lesnar estaba programado originalmente para hacer frente a Junior dos Santos después de su temporada como entrenador en The Ultimate Fighter 13, pero debido a una enfermedad recurrente, Lesnar fue reemplazado por Shane Carwin. En un principio, un duelo entre Carwin, y Jon-Olav Einemo estaba programado para este evento. Einemo permaneció en la tarjeta y se enfrentó a Dave Herman, quien fue retirado de una pelea con Joey Beltrán como resultado. Beltrán fue emparejado con Aaron Rosa.
Court McGee estaba programado para pelear con Jesse Bongfeldt, pero se vio obligado a retirarse debido a una rotura del MCL durante el entrenamiento y fue reemplazado por Chris Weidman
Rani Yahya estaba programado para enfrentar a Dustin Poirier en este evento, pero se retiró debido a una lesión, el 3 de mayo de 2011 y fue reemplazado por el recién llegado al UFC Jason Young.
Anthony Perosh se espera hacer frente a Krzysztof Soszynski en este evento, Perosh se vio obligado a salir de la pelea por una lesión y fue sustituido por Igor Pokrajac. Sin embargo, Pokrajac se vio obligado a retirarse de la pelea debido a las lesiones apenas unos días antes del evento y fue reemplazado por Mike Massenzio. El combate Soszynski / Pokrajac fue reprogramado después a UFC 140, donde Pokrajac ganó por nocaut.
El 17 de mayo, un desgarro muscular obligó a Mac Danzig a salir de su pelea con Donald Cerrone. El recién llegado Vagner Rocha reemplazó a Danzig.
El recién llegado a UFC Dave Herman fue originalmente programado para enfrentarse a Rob Broughton en este evento, pero Broughton fue sustituido por Joey Beltrán, quien fue reemplazado más tarde por John-Olav Einemo, y Carwin sustituyó a un lesionado Lesnar.
UFC 131 contó con dos peleas preliminares en vivo por Spike TV, y el resto de las peleas preliminares fueron transmitidas en Facebook y YouTube.

## Premios extra
Cada peleador recibió un bono de $70,000.
- Pelea de la Noche: Jon-Olav Einemo vs. Dave Herman
- KO de la Noche: Sam Stout
- Sumisión de la Noche: Chris Weidman